# Cabinet (bestandsformaat)
Cabinet (ook wel CAB) is een bestandsformaat voor Microsoft Windows dat lossless datacompressie ondersteunt en ingebedde digitale certificaten die gebruikt kunnen worden voor integriteitscontrole. Cabinet-bestanden hebben de bestandsextensie .cab en worden herkend aan de eerste vier bytes "MSCF".
Het CAB-bestandsformaat kan een van de volgende compressie-algoritmes bevatten:
- Deflate
- Quantum
- LZX

## Bestandsstructuur
Een CAB-archief kan tot 65535 CAB-mappen bevatten, die elk weer 65535 bestanden kunnen omvatten. Elke CAB-map wordt behandeld als een gecomprimeerd blok, waarmee een hogere efficiëntie kan worden behaald dan met individueel gecomprimeerde bestanden.
Elk object in een CAB-map moet een bestand zijn. Vanwege deze structuur is het niet mogelijk om lege mappen in CAB-archieven op te nemen.

## Software
Er is veel software in gebruik die de inhoud van een CAB-archief kan uitlezen, waaronder Windows zelf, maar ook software als WinZip of 7-Zip. Er is echter minder software waarmee een CAB-archief kan worden gecreëerd. Om een CAB-archief te maken gebruikt men het Windows-programma makecab.exe.
Schrijfwijze:  makecab.exe <invoerbestand> [uitvoerbestand]